# Columbus (Minnesota)
Pour les articles homonymes, voir Columbus.
La ville de Columbus est située dans le comté d'Anoka, dans l’État du Minnesota, aux États-Unis. Sa population s’élevait à 3 914 habitants lors du recensement de 2010, estimée à 4 016 habitants en 2016.